# Chelonomorpha villicoides
Chelonomorpha villicoides är en fjärilsart som beskrevs av Butler 1875. Chelonomorpha villicoides ingår i släktet Chelonomorpha och familjen nattflyn. Inga underarter finns listade i Catalogue of Life.